# Dyngjuháls
Dyngjuháls är en ås i republiken Island. Den ligger i regionen Austurland, i den centrala delen av landet, 300 km öster om huvudstaden Reykjavík. Höjduppgiften, 644 meter över havet, markeras bredvid vad som på kartan ser ut att vara den högsta punkten. På åsen löper en mindre väg.